# زبابة يودينية
زبابة يودينية (الاسم العلمي: Sorex arunchi) (بالإنجليزية: Udine Shrew)‏ هي نوع من الثدييات يتبع جنس الزبابة من الفصيلة الزبابات.